# Bauer Henrik
Bauer (Boér) Henrik (Besztercebánya, 1849 – Szlavónia, ?) zeneszerző.

## Élete
1873-ban az aradi főgimnázium tanára volt. 1877. október 1-jén lemondott állásáról és Szlavóniába költözött.
Legismertebb műve az Aradon írt Kivándorlók című operett, amelyet Pesten is bemutattak (szövegét átdolgozta Bényei István). Több történeti és esztétikai is cikket írt.